# Gordon Heath
Gordon Heath (* 20. September 1918 in New York City; † 27. August 1991 in Paris) war ein US-amerikanischer Theater- und Filmschauspieler sowie Musiker.

## Leben
Ab 1937 war Heath als Theaterschauspieler in den Vereinigten Staaten tätig. Sein langjähriger Lebenspartner war Alain Woisson.
Im Broadway-Theaterstück "Deep Are the Roots", geschrieben von Arnaud d’Usseau und James Gow und unter der Regie von Elia Kazan, spielte Heath ab 1945 einen jungen schwarzen Leutnant, der aus dem Zweiten Weltkrieg in die Südstaaten zurückkehrt. 1948 zog Heath nach Paris.
Mit dem französischen Schauspieler Lee Payant eröffnete er 1949 in Paris einen Nachtclub (L’Abbaye), wo sie über 30 Jahre gemeinsam als Musiker auftraten. 1955 veröffentlichten Heath and Payant eine Einspielung des Volksliedes Scarborough Fair auf ihrem Album Encores From The Abbaye, welchem eine gedruckte Notenausgabe des englischen Liedersammlers und Musikgelehrten Frank Kidson (1891) zugrunde lag.
Als Schauspieler wirkte er bis in die 1980er Jahre in US-amerikanischen Produktionen mit. Er starb 1991 nach langer Krankheit in Paris.

## Filmografie (Auswahl)
- 1953: The Emperor Jones
- 1954: Aufstand der Tiere  (Animal Farm, Zeichentrickfilm, Erzähler)
- 1955: Mr. Arkadin
- 1955: Captain Gallant of the Foreign Legion (Fernsehserie, eine Folge)
- 1955: Die Helden sind müde (Les héros sont fatigués)
- 1955: Othello
- 1956: Le secret de soeur Angèle
- 1956: Man of Africa
- 1958: Storm Over Jamaica
- 1959: Das Mädchen Saphir (Sapphire)
- 1961: My Baby is Black
- 1962: My Uncle from Texas
- 1966: Sie fürchten weder Tod noch Teufel (Lost Command)
- 1969: Unter der Treppe (Staircase)
- 1969: Die Irre von Chaillot (The Madwoman of Chaillot)
- 1972: La nuit Bulgare
- 1972: Die Entführer lassen grüßen (L'Aventure, c'est l'aventure)
- 1983: Der Buschpilot (L’Africain)
- 1985: Asterix – Sieg über Cäsar (Astérix et la Surprise de César,  Stimme von Caesar)
- 1986: Asterix bei den Briten (Astérix chez les Bretons, Stimme von Caesar)
- 1989: Straße ohne Wiederkehr (Street of No Return)

## Diskografie (Auswahl)
- 1954: Gordon Heath und Lee Payant: Sing Songs of the Abbaye ‒ Elektra
- 1955: Gordon Heath and Lee Payant: Sing Encores from the Abbaye ‒ Elektra
- 1957: An Evening at L'Abbaye – Elektra

## Bücher (Auswahl)
- Autobiographie "Deep are the Roots: Memoirs of a Black Expatriate", University of Massachusetts Press,  1991